# Nikky Blond
Pour les articles homonymes, voir blond et Blond.
Nikky Blond, née Michaela Saike le 9 mars 1981 en Hongrie, est une actrice de films pornographiques et une mannequin de charme hongroise. Elle est décédée le 13 Juillet 2023.

## Biographie
Elle commence sa carrière dans le X en 1999, à 18 ans, et joue pour de nombreux studios comme Evil Angel, H2 Video, Metro, Hustler, New Sensations, Elegant Angel, Platinum X, Smash Pictures, Private Media Group...
Elle travaille aussi avec beaucoup de réalisateurs connus comme Michael Ninn, Toni Ribas, Pierre Woodman, Joey Silvera...

## Récompenses
- En 2004 : Venus Award winner – Best Actress (Hungary) ;
- 2006 : AVN Award nomination – Best All-Girl Sex Scene - Video – (dans Catherine).

## Filmographie sélective
- 2 on 1 21 (2005),
- Anal Dreams (2003),
- AnalYsis 2,
- Ass Angels 3 (2004),
- Ass Pounders 2,
- Babe 1 & Babe 2 d'Antonio Adamo,
- Hustler XX 4 on 1,
- Killer Blow Jobs 9,
- Girls on Girls,
- First Class Euro Sluts 4 (2004),
- Fragile 2 - Reflections,
- Euroglam 4,
- Euro Sluts 3,
- Euroglam 2 Budapest,
- Christoph Clark's Beautiful Girls 2,
- Diamond girl,
- Ass Angels 3,
- A Bevy Of Blondes,
- Blowjob Fantasies 8,
- Catherine,
- Booty Fest 2,
- Sapphic Liaisons (2004),
- The Private Story of Nikky Blond.